# Julián Carrasco
Julián Matías Carrasco (Caseros, Argentina; 13 de marzo de 2002) es un futbolista argentino. Juega de delantero y su equipo actual es el Temperley de la Primera B Nacional, a préstamo desde Boca Juniors.

## Trayectoria
Formado en las inferiores de Boca Juniors, Carrasco fue promovido al primer equipo en 2022 donde solo apareció en la banca.
En agosto de 2023, fue cedido al Atlético Tucumán. Debutó en la Primera de Argentina en octubre de 2023 ante Central Córdoba.
En junio de 2024, renovó su contrato con Boca y fue enviado a préstamo al Temperley de la Primera B Nacional.

## Estadísticas
Actualizado al último partido disputado el 14 de abril de 2024.
| Club                       | Div.          | Temporada     | Liga  | Liga  | Copas nacionales | Copas nacionales | Copas internacionales | Copas internacionales | Total | Total |
| Club                       | Div.          | Temporada     | Part. | Goles | Part.            | Goles            | Part.                 | Goles                 | Part. | Goles |
| -------------------------- | ------------- | ------------- | ----- | ----- | ---------------- | ---------------- | --------------------- | --------------------- | ----- | ----- |
| Atlético Tucumán Argentina | 1.ª           | 2023          | 4     | 0     | 0                | 0                | —                     | —                     | 4     | 0     |
| Atlético Tucumán Argentina | 1.ª           | 2024          | 5     | 0     | 0                | 0                | —                     | —                     | 5     | 0     |
| Atlético Tucumán Argentina | Total club    | Total club    | 9     | 0     | 0                | 0                | 0                     | 0                     | 9     | 0     |
| Total carrera              | Total carrera | Total carrera | 9     | 0     | 0                | 0                | 0                     | 0                     | 9     | 0     |